# ATP Challenger Guadeloupe
Der ATP Challenger Guadeloupe (offiziell: Guadeloupe Challenger) war ein Tennisturnier, das von 1987 bis 1991 jährlich mit Ausnahme von 1990 in Guadeloupe, dem Überseegebiet Frankreichs, stattfand. Es gehörte zur ATP Challenger Tour und wurde im Freien auf Hartplatz gespielt.

## Liste der Sieger

### Einzel
| Jahr | Sieger            | Finalgegner         | Ergebnis          |
| ---- | ----------------- | ------------------- | ----------------- |
| 1991 | Olivier Delaître  | Stefano Pescosolido | 6:2, 7:6          |
| 1990 | nicht ausgetragen | nicht ausgetragen   | nicht ausgetragen |
| 1989 | Guillaume Raoux   | Yahiya Doumbia      | 7:6, 4:6, 7:6     |
| 1988 | Pieter Aldrich    | Paul Wekesa         | 7:5, 7:6          |
| 1987 | Jonathan Canter   | Larry Stefanki      | 6:3, 6:4          |

### Doppel
| Jahr | Sieger                          | Finalgegner                       | Ergebnis          |
| ---- | ------------------------------- | --------------------------------- | ----------------- |
| 1991 | João Cunha e Silva Nuno Marques | Olivier Delaître Rodolphe Gilbert | 6:3, 6:1          |
| 1990 | nicht ausgetragen               | nicht ausgetragen                 | nicht ausgetragen |
| 1989 | Gilad Bloom Brad Pearce         | Patrick Baur Christian Saceanu    | 6:4, 6:2          |
| 1988 | David Dowlen Marcel Freeman     | Russell Barlow Jonathan Canter    | 6:3, 6:3          |
| 1987 | Nelson Aerts Brett Dickinson    | Jonathan Canter Denis Langaskens  | 6:2, 6:3          |